# شهرستان یوویی
شهرستان یوویی (به چینی: 友谊县) یک شهرستان در استان هئی‌لونگ‌جیانگ چین است که در تابعیت شهر شوانگ‌یاشان قرار دارد.

## تقسیمات اداری
شهرستان یوویی ۴ شهرک، ۶ قصبه، و ۱ قصبه قومیتی (مشترکا برای کره‌ای‌ها و منچوها) تابعه تقسیم شده است. دو «میدان» هم‌سطح قصبه نیز تابع این شهرستان می‌باشند، مانند نواحی اداری مزارع و مراتع.
- شهرک شینگ‌لونگ (兴隆镇، Xīnglóng zhèn)
- شهرک فنگ‌گانگ (凤岗镇، Fènggǎng zhèn)
- شهرک لونگ‌شان (龙山镇، Lóngshān zhèn)
- شهرک یوویی (友谊镇، Yǒuyì zhèn)

- قصبه جیان‌شه (建设乡، Jiànshè xiāng)
- قصبه چینگ‌فنگ (庆丰乡، Qìngfēng xiāng)
- قصبه دونگ‌جیان (东建乡، Dōngjiàn xiāng)
- قصبه شین‌ژن (新镇乡، Xīnzhèn xiāng)
- قصبه شینگ‌شنگ (兴盛乡، Xīngshèng xiāng)
- قصبه یوولین (友邻乡، Yǒulín xiāng)

- ‌ قصبه قومیتی کره‌ای و منچو چنگ‌فو/سونگ‌بو
  - (成富朝鲜族满族乡، Chéngfù cháoxiǎnzú mǎnzú xiāng)
  - (성부조선족만족향، Sŏngbu josŏnjok manjok hyang)
  - (ᠴᡝᠩ ᡶᡠ ᠴᠣᠣᡥᡳᠶᠠᠨ ᡠᡴᠰᡠᡵᠠ ᠮᠠᠨᠵᡠ ᡠᡴᠰᡠᡵᠠ ᡤᠠᡧᠠᠨ، ceng fu coohiyan uksura manju uksura gašan)

- دفتر شعبه هونگ‌شین‌لونگ (طرح احیاء کشاورزی «نونگ‌کن») (红兴隆分局局直، Hóngxīnglóng fēnjú júzhí)
- میدان زراعتی یوویی (友谊农场، Yǒuyì nóngchǎng)